# Hyejong de Goryeo
Hyejong De Goryeo (en hangul, 혜종; en hanja, 恵宗)(912 – 23 de octubre de 945) fue el segundo rey de Goryeo. Fue precedido por su padre Taejo de Goryeo y fue sucedido por Jeongjong, tercer rey de Goryeo.

## Primeros años
Hyejong fue hijo del rey Taejo de Goryeo y su segunda mujer, Janghwa del clan "Oh".  Janghwa fue la hija del magistrado de Naju, Oh Daryeon.  Taejo la conoció y se casó con ella mientras servía como general en Naju bajo las órdenes de Gung Ye.
En 921, Hyejong fue proclamado Príncipe de la Corona y Sucesor Real con apoyo del general Bak Sul-Hui. Casi inmediatamente después de ser nombrado  Príncipe de la Corona, Hyejong siguió a su padre Taejo a la guerra contra Baekje tardío, teniendo un rol importante en numerosas victorias. En 943, Hyejong aascendió al trono tras la muerte de su padre.

## Reinado
El reinado de Hyejong estuvo marcado por conspiraciones y luchas de poder entre los hijos de Taejo. La primera de las conspiraciones fue dirigida por los príncipes Wang Yo y Wang Tan, hijos de Taejo, y su tercer consorte, Reina Sinmyeongsunseong del clan Chungju Yu, quien poseía una influencia política considerable. Al darse cuenta de la conspiración, Wang Gyu advirtió a Hyejong de la conspiración, pero intrigó para poner a su nieto en el trono cuándo Hyejong no hizo nada para parar la conspiración de los dos príncipes.

## Muerte
Hyejong murió en 945, durante el segundo año de su reinado de envenenamiento de mercurio en su agua para bañarse. Tenía asma, la cual le provocaba dificultad para respirar y zonas rojas en la piel que le producían picores. Fue sucedido por su tercer hermano Jeongjong de Goryeo quién había reclamado el trono por la fuerza.

## Familia
- Padre: Taejo de Goryeo (31 de enero de 877 – 4 de julio de 943) (고려 태조)
  - Abuelo: Sejo de Goryeo (? - mayo de 897) (고려 세조)
  - Abuela: Reina Wisuk (위숙왕후)
- Madre: Reina Janghwa del clan Naju Oh (장화왕후 오씨) (893-934)
  - Abuelo: Oh Da-ryeon (오다련)
  - Abuela: Señora Yeon Deok-gyo (연덕교)
- Consortes y descendencia:

1. Reina Uihwa del Jincheon Im clan (의화왕후 임씨)
  1. Príncipe Heunghwa (흥화궁군)
  2. Gyeonghwa (hija) (경화궁부인)
  3. Princesa Jeongheon (정헌공주)
2. Hugwangju (후광주원부인)
3. Cheongju del clan Cheongju Kim (청주원부인 김씨)
4. Aeyijoo (궁인 애이주)
  1. Príncipe real Je (태자 제)
  2. Myeonghye (hija) (명혜부인)

## En la cultura popular
- Interpretado por Ahn Jeong-hun y Sro Hyeon-seok en la serie de televisión de la KBS1 de 2000-2002 Taejo Wang Geon .
- Interpretado por No Yeong-hak en la serie de televisión de la KBS1 de 2002-2003 The Dawn of the Empire .
- Interpretado por Kim San-ho en la serie de televisión de la SBS de 2016 Moon Lovers: Scarlet Heart Ryeo .